# Marco Pontecorvo
Marco Pontecorvo (Rome, 8 novembre 1966) est un directeur de la photographie, réalisateur et scénariste italien.

## Biographie
Fils du réalisateur à succès Gillo, il a fait ses débuts dans le cinéma en tant que directeur de la photographie en 1997 pour le film, In barca a vela contromano. Parmi ses plus célèbres travaux on peut citer Rome, La Dernière Légion, Lettres à Juliette, et Game of Thrones.
Il travaille également comme réalisateur depuis 2008. Son premier travail, Pa-ra-da a reçu plusieurs grandes nominations, dont le Ruban d'argent du meilleur réalisateur et le David di Donatello du meilleur réalisateur, en remportant le prix Pasinetti à la 65e Mostra de Venise et le prix Francesco Laudadio du meilleur premier film au Bif&st, 2009 à Bari. Parmi les autres films qu'il a mis en scène, on peut citer Mai per amore de 2012.

## Filmographie

### Directeur de la photographie
- 1996 : Binari, de Carlotta Cerquetti (court-métrage)
- 1997 : Tutte le donne di Fassbinder, d'Alessandro Colizzi (téléfilm)
- 1997 : In barca a vela contromano, de Stefano Reali
- 1997 : La Trêve, de Francesco Rosi
- 1998 : Bambina in metro B, de Vito Vinci (court-métrage)
- 1998 : Fuochino, de Carlotta Cerquetti (court-métrage)
- 1998 : Cuori in campo, de Stefano Reali (téléfilm)
- 1998 : L'ospite, d'Alessandro Colizzi
- 1999 : Banana Splatter, d'Anne Riitta Ciccone (court-métrage)
- 1999 : Le ali di Katja, de Lars Hesselholdt
- 2000 : Voci, de Franco Giraldi
- 2000 : Sulla spiaggia e di là dal molo, de Giovanni Fago
- 2000 : Le ragazze di piazza di Spagna (série télévisée)
- 2002 : La prossima volta, de Fabio Simonelli (court-métrage)
- 2002 : Una seconda occasione, d'Anselmo Talotta (court-métrage)
- 2003 : La mia casa in Umbria, de Richard Loncraine (téléfilm)
- 2003 : Perdutoamor, de Franco Battiato
- 2004 : Eros, de Michelangelo Antonioni, Steven Soderbergh et Wong Kar-wai
- 2005-2007 : Rome (série télévisée, 9 épisodes)
- 2006 : Firewall, de Richard Loncraine
- 2007 : La Dernière Légion, de Doug Lefler
- 2009 : Ma mère, ses hommes et moi, de Richard Loncraine
- 2009 : Prove per una tragedia siciliana, de Roman Paska
- 2010 : Lettres à Juliette, de Gary Winick
- 2010 : Passione, de John Turturro
- 2011 : Game of Thrones (série télévisée)
- Apprenti Gigolo, de John Turturro (2013)

### Réalisateur
- 2003 : Ore 2: Calma piatta – court-métrage
- 2008 : Pa-ra-da
- 2012 : Mai per amore – mini-série télévisée (2 épisodes)
- 2012 : Le mille e una notte - Aladino e Sherazade – mini-série télévisée (2 épisodes)
- 2014 : L'oro di Scampia
- 2015 : Ragion di Stato
- 2015 : Tempo instabile con probabili schiarite
- 2015 : Lampedusa
- 2016 : Il coraggio di vincere
- 2020 : Fatima

## Crédit d'auteurs
- (it) Cet article est partiellement ou en totalité issu de l’article de Wikipédia en italien intitulé « Marco Pontecorvo » (voir la liste des auteurs).